# 銘苅淳
銘苅 淳（めかる あつし、1985年4月3日 - ）は、沖縄県浦添市出身のハンドボール選手。 関西学院大学男子ハンドボール部ヘッドコーチ

## 来歴

### 実業団入り前
浦添市立港川中学校時代は2000年の第9回JOCジュニアオリンピックカップでオリンピック有望選手に選出。中学卒業後は沖縄県立那覇西高等学校へ進学した。
高校卒業後は筑波大学へ進学。2006年の関東学生ハンドボール・春季リーグで特別賞を受賞した。
2007年は春季リーグ・秋季リーグで優秀選手賞を受賞。全日本学生ハンドボール選手権大会（インカレ）では優秀選手に選ばれた。

### 日本リーグ時代
2008年に日本ハンドボールリーグのトヨタ車体へ加入。同年7月には第19回男子世界学生ハンドボール選手権大会の日本代表U-24に選出。帰国後に第13回ヒロシマ国際ハンドボール大会の日本代表に選ばれた。
2009-10年シーズンでは7mスローでリーグトップの28点を記録。同シーズンのプレーオフ決勝では大同特殊鋼に敗れたものの、計11得点（7mスローは4得点）を記録し、殊勲選手賞に選出された。
2011-12年シーズン終了後、故障などからチーム構想外となり海外移籍を決意した。

### ハンガリー時代
2012年にハンガリーのケチケメートSEへ移籍したが、開幕直後にチームが資金難に陥り、10月にツェグレードKKSEへ移籍した。2012-13年シーズンはリーグ最多の119得点を記録したが、シーズン途中で前所属のケチケメートが破産でリーグを離脱したため、得点の記録は認められなかった。
2013年7月に同リーグのジェンジェジュへ移籍。2014年には1部のバルマジュイヴァーロシュへ移籍し、レギュラーシーズンではリーグ最多の120得点を記録した。
2015年に1部Bリーグ（2部）のニーレジハーザKCへコーチ兼任選手として移籍。
2016年2月に1部のメゼーケベジュドへ移籍した。

### スペイン時代
2016年8月にスペイン・リーガASOBALのアンヘル・ヒメネス・アヴィア・プエンテ・ヘニルへ移籍。

### 日本リーグ復帰
2017年10月16日に日本ハンドボールリーグの北陸電力と契約したことが発表された。
2019-20年シーズンから選手兼任コーチに就任。

## 詳細情報

### 年度別成績
| 年       | リーグ   | チーム             | 試合 | フィールド 得点 | 率   | 7m    | 合計    | 警告 | 退場 | 失格 |
| -------- | -------- | ------------------ | ---- | --------------- | ---- | ----- | ------- | ---- | ---- | ---- |
| 2007-08  | JHL      | トヨタ車体         | 4    | 11/17           | .647 | 0/0   | 11/17   | 1    | 2    | 0    |
| 2008-09  | JHL      | トヨタ車体         | 16   | 32/58           | .552 | 5/6   | 37/64   | 1    | 3    | 0    |
| 2009-10  | JHL      | トヨタ車体         | 14   | 44/82           | .537 | 28/31 | 72/113  | 2    | 4    | 0    |
| 2010-11  | JHL      | トヨタ車体         | 13   | 19/37           | .514 | 10/15 | 29/52   | 1    | 1    | 0    |
| 2011-12  | JHL      | トヨタ車体         | 13   | 12/16           | .750 | 0/0   | 12/16   | 1    | 0    | 0    |
| 2016-17  | ASOBAL   | アンヘル・ヒメネス | 27   | 15/28           | .536 | 6/7   | 21/35   | -    | -    | -    |
| 2017-18  | JHL      | 北陸電力           | 12   | 23/50           | .460 | 0/0   | 23/50   | 3    | 3    | 0    |
| 2018-19  | JHL      | 北陸電力           | 24   | 3/5             | .600 | 0/0   | 3/5     | 1    | 2    | 0    |
| JHL：7年 | JHL：7年 | JHL：7年           | 96   | 144/265         | .543 | 43/52 | 187/317 | 10   | 15   | 0    |

- 各年度の太字はリーグ最高

### タイトル・表彰

#### 日本ハンドボールリーグ
- 殊勲選手賞：1回 (2009年)
- 7mスロー得点賞：1回 (2009年)

## 代表歴

### 日本代表
- 世界選手権 (2017年)
- アジア選手権 (2016年)
- ヒロシマ国際大会 (2008年・2016年)
- 日韓定期戦 (2016年)

#### 大会別成績
| 年     | 大会       | 対戦国                  | フィールド 得点 | 率    | 7m  | 合計 | 警告 | 退場 | 失格 |
| ------ | ---------- | ----------------------- | --------------- | ----- | --- | ---- | ---- | ---- | ---- |
| 2017年 | 世界選手権 | ロシア戦 (予選)         | 1/3             | .333  | 0/1 | 1/4  | 0    | 0    | 0    |
| 2017年 | 世界選手権 | フランス戦 (予選)       | 2/5             | .400  | 0/0 | 2/5  | 0    | 1    | 0    |
| 2017年 | 世界選手権 | ブラジル戦 (予選)       | 0/1             | .000  | 1/2 | 1/3  | 0    | 0    | 0    |
| 2017年 | 世界選手権 | ポーランド戦 (予選)     | 0/0             | -     | 0/0 | 0/0  | 0    | 0    | 0    |
| 2017年 | 世界選手権 | ノルウェー戦 (予選)     | 3/3             | 1.000 | 0/0 | 3/3  | 0    | 0    | 0    |
| 2017年 | 世界選手権 | アンゴラ戦 (順位決定戦) | 4/4             | 1.000 | 0/0 | 4/4  | 0    | 2    | 0    |
| 2017年 | 世界選手権 | チリ戦 (21-22位戦)      | 0/0             | -     | 0/0 | 0/0  | 0    | 0    | 0    |

### 日本代表U-24
- 世界学生選手権 (2008年)

### 日本代表U-21
- ジュニアアジア選手権 (2004年)